# Ланьтянь
Ланьтянь (спрощ.: 蓝田县; кит. трад.: 藍田縣; піньїнь: Lántián Xiàn) — повіт під адміністрацією Сіань, столиці провінції Шеньсі, Китай. Це найсхідніший і другий за площею (після повіту Чжоучжі) з 13 повітових округів Сіань. Повіт межує з містами префектури Вейнань на північному сході та Шанлуо на південному сході, районом Ліньтун на півночі, районом Чан'ань на заході та районом Бацяо на північному заході.

## Топоніміка
Повіт Ланьтянь був вперше заснований у 379 році до н. е. і був названий на честь сусідньої гори Ланьтянь, розташований за 30 км на південний схід від нинішнього центру округу.

## Клімат
| Клімат Ланьтянь (1981−2010) | Клімат Ланьтянь (1981−2010) | Клімат Ланьтянь (1981−2010) | Клімат Ланьтянь (1981−2010) | Клімат Ланьтянь (1981−2010) | Клімат Ланьтянь (1981−2010) | Клімат Ланьтянь (1981−2010) | Клімат Ланьтянь (1981−2010) | Клімат Ланьтянь (1981−2010) | Клімат Ланьтянь (1981−2010) | Клімат Ланьтянь (1981−2010) | Клімат Ланьтянь (1981−2010) | Клімат Ланьтянь (1981−2010) | Клімат Ланьтянь (1981−2010) |
| Показник                    | Січ.                        | Лют.                        | Бер.                        | Квіт.                       | Трав.                       | Черв.                       | Лип.                        | Серп.                       | Вер.                        | Жовт.                       | Лист.                       | Груд.                       |                             |
| Середній максимум, °C       | 4,8                         | 8,8                         | 14,3                        | 21,0                        | 26,2                        | 31,1                        | 32,0                        | 30,1                        | 25,4                        | 19,3                        | 12,3                        | 6,4                         |                             |
| Середній мінімум, °C        | −5,5                        | −2,2                        | 2,3                         | 7,6                         | 12,6                        | 18,5                        | 21,4                        | 19,9                        | 15,2                        | 9,3                         | 1,8                         | −4                          |                             |
| Норма опадів, мм            | 8.5                         | 13.2                        | 26.0                        | 49.9                        | 67.1                        | 90.6                        | 128.0                       | 119.2                       | 108.5                       | 73.7                        | 25.6                        | 7.9                         |                             |
| --------------------------- | --------------------------- | --------------------------- | --------------------------- | --------------------------- | --------------------------- | --------------------------- | --------------------------- | --------------------------- | --------------------------- | --------------------------- | --------------------------- | --------------------------- | --------------------------- |